# 劉本 (洪武進士)
刘本（？—1420年），玉田（今屬河北省）人，明朝政治人物、进士。
洪武二十七年（1394年），刘本中式甲戌科三甲第四名进士。后历任陕西布政使，有所政绩。为人廉明刚正，因获罪降交趾参政。因讨伐陳頠、陈季扩等有功，升任山东按察使。
工诗词，存有《云泉集》。